# Ganchoegiyn Poerevbat
Ganchoegiyn Poerevbat (Mongools: Ганхүүгийн Пүрэвбат) (Bornuur (Töv), 1965 – 10 april 2024) was een Mongools schilder, kunstverzamelaar, museumdirecteur en boeddhistisch leraar in de vajrayanaschool. Poerevbat is oprichter van het Zanabazar Mongools Instituut van Boeddhistische Kunst.

## Studie
Poerevbat studeerde Mongoolse Traditionele Kunst aan het Nationale Kunst en Cultuurcollege in Ulaanbaatar. Hier besefte hij dat de geschiedenis van traditionele thangkaschilderwerken terugvoert op de tradities binnen het Tibetaans boeddhisme. Dit besef deed hem besluiten een boeddhistisch monnik te worden en hij vond twee Mongoolse kunstkenners, de Damjiang-lama en de Dorje Zanchung-lama, die hem in de traditie konden inwijden.
Om zijn kennis meer te verdiepen maakte hij een studiereis naar Sanggye Yeshe, de officiële thangkaschilder van de veertiende dalai lama, en geshe Samten, een meester in het maken van mandala's. In deze tijd reisde hij uitgebreid door het Himalayagebied, ontmoette hij grote Tibetaanse meesters in Nepal, Bhutan en Sikkim, verzamelde hij een collectie aan bronmateriaal en stukken en stelde hij zich uitgebreid op de hoogte van de Tibetaans boeddhistische iconografie en iconometrie. Hij volgde hiermee dezelfde traditie als een groot Mongools kunstenaar en boeddhistisch geestelijke eeuwen geleden voor hem al had gedaan en waar hij zijn instituut later naar zou vernoemen, namelijk Zanabazar.

## Zanabazar Mongools Instituut
Het Zanabazar Mongools Instituut van Boeddhistische Kunst van het Gandan-klooster wordt begin 21e eeuw ondersteund door het Netherlands-Mongolia Trust Fund (NEMO) in samenwerking met het Mongoolse Ministerie van Natuur, Milieu en Toerisme. Het klooster werd in 1937 verwoest door de communisten, net als rond 1000 andere kloosters in die tijd. Poerevbat zorgde met zijn volgelingen dat het weer herbouwd werd.
Met het Zanabazar Mongools Instituut organiseert hij met regelmaat tentoonstellingen over schilderkunst, beeldhouwkunst, appliqué, architectuur en dans. Daarnaast richtte hij een school op om kunstenaars en kunstdocenten in deze artistieke vakken te onderwijzen. Het Zanabazar Mongools Instituut documenteert verder historische vindplaatsen, organiseert restauraties en herintroduceert festivals die door toedoen van het Mongoolse regiem in de 20e eeuw waren verdwenen.
In 2004 maakte Thomas Gonschior een 55 minuten durende documentaire over Poerevbat en zijn volgelingen, genaamd Buddha's Painter, A Renaissance of Mongolian Art. De documentaire werd voor het eerst vertoond op het Globians Film Festival in Berlijn in 2005.

## Werk
Artistiek staat Poerevbat bekend om zijn conformiteit en het behoud aan essentiële authentieke regels. Hij is daarnaast echter ook een groot vernieuwer die moderne disciplines en praktijken toevoegt aan zijn werk. Zijn stijl is hierdoor dynamisch en onderscheidend.
Anno 2008 werkte Poerevbat aan een publicatie van drieëntwintig delen over kunsttheorie en -technieken. Zijn werk leidde tot een opleving van activiteiten in en de verspreiding van kunst en cultuur in Mongolië.

## Onderscheiding
In 2008 werd hij onderscheiden met de Prins Claus Prijs in het thema Cultuur en menselijk lichaam. Het Prins Claus Fonds eerde hem "voor het revitaliseren van een belangrijke, ‘niet moderne’ kunstuiting, om zijn inzet voor toekomstige generaties en voor het koesteren van de lokale identiteit door middel van traditionele kunst en cultuur."
Poerevbat overleed op 10 april 2024 op 59-jarige leeftijd.